# 威廉·埃利奥特·惠特莫尔

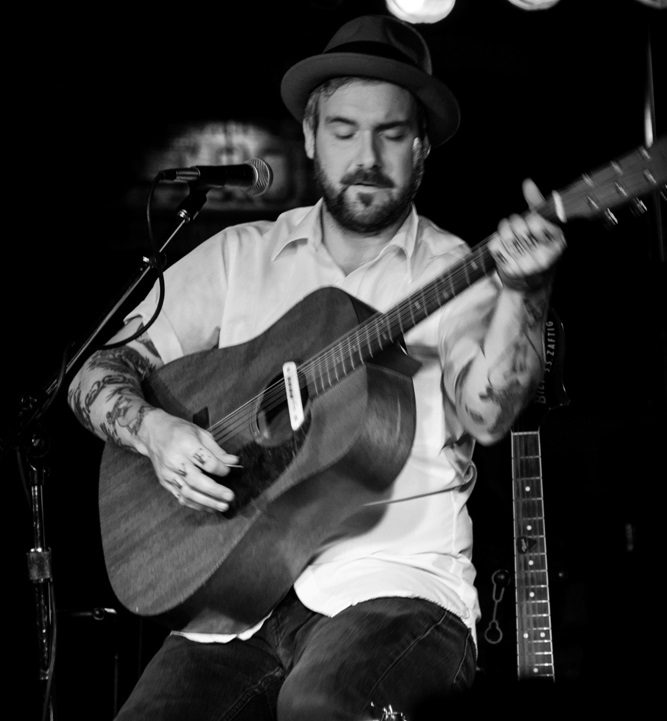
威廉·埃利奥特·惠特莫尔

威廉·埃利奥特·惠特莫尔（William Elliott Whitmore，1978年5月11日—）是一位美国藍調、乡村音乐、民間音樂歌手、音乐家。他的自家農場位於美國艾奥瓦州东南部丘陵，並在這裡住過一段時間。他日後的音樂创作灵感就來源自這段時間。